# Elsie Fogerty
Anne Elizabeth Fogerty (Londra, 16 dicembre 1865 – Leamington Spa, 4 luglio 1945) è stata un'insegnante e scrittrice britannica, fra le prime logopediste, nota per aver introdotto una nuova tecnica di recitazione, detta "corpo e voce", diversa dalla pratica allora in uso, di "voce e dizione".
Fu la fondatrice e direttrice della Central School of Speech and Drama di Londra dal 1906 al 1942.

## Biografia
Elsie Fogerty, figlia unica dell'ingegnere e architetto Joseph Fogerty (FRIBA) e di Hannah Cochrane, entrambi di Limerick, nacque a Sydenham, nel sud di Londra, il 16 dicembre 1865. 
Venne istruita privatamente e nel 1883 frequentò il Conservatorio di Parigi, dove ebbe come insegnanti Coquelin aine e Louis-Arsène Delaunay, e, successivamente, fu allieva di Hermann Vezin a Londra. 
Dal 1889 insegnò inglese ed elocuzione alla Crystal Palace School of Art and Literature, poi dal 1908 al 1937 alla Roedean School, e fu tutor di dizione alla London School of Acting di Francis Robert Benson.

### Central School of Speech and Drama
Negli anni '90 dell'Ottocento, come insegnante iniziò a tenere lezioni di discorso il sabato alla Royal Albert Hall. A seguito del loro successo, nel 1906 fondò la Central School of Speech and Drama allora conosciuta come Central School of Speech-Training and Dramatic Arts at the Hall. 
Nel 1908 aveva elaborato un corso di formazione triennale per insegnanti di dizione e di recitazione. Nel 1923 la scuola era uno dei tre istituti scolastici approvati dall'Università di Londra per concedere diplomi in arte drammatica. Fogerty tenne conferenze universitarie all'Albert Hall e per molti anni tenne corsi serali per insegnanti del London County Council.
La scuola rimase alla Royal Albert Hall fino al 1957, quando si trasferì nella sede di Swiss Cottage, a nord di Londra.
Diversamente da quella in uso, denominata "voce e dizione" e concentrata interamente sulla bocca e sulla cavità nasale per produrre suoni vocali, Fogerty introdusse una nuova tecnica, diventata nota come "corpo e voce". Inizialmente basata sull'uso dei polmoni, presto incluse l'intero corpo e la voce, quando Fogerty si accorse che nella dizione erano coinvolti anche la postura e il movimento. Nel 1936, ad esempio, quando Vivien Leigh si sottopose alle sue cure per migliorare le proprie capacità vocali, Fogerty applicò il suo metodo chiedendole, fra l'altro, di togliersi le scarpe col tacco alto e di stare in calze, per poter sentire le vibrazioni della propria voce attraverso il corpo.
Si servì di opere teatrali greche classiche, che adattò e produsse personalmente, per i suoi studi sul linguaggio corale e scrisse diversi trattati, tra i quali The Speaking of English Verse.
Molti degli allievi di Fogerty ottennero successi nel concorso di lettura di poesie a Oxford prima della seconda guerra mondiale e molti alunni divennero insegnanti di dizione e direttori di teatri.
Durante la sua permanenza alla Royal Albert Hall, Elsie Fogerty formò attori famosi tra cui Rodney Ackland, Peggy Ashcroft, Iris Baker, William Fox, John Gielgud, John Laurie, Alison Leggatt, Ruth Lodge, Irene Mawer, Laurence Olivier, Frederick Piper, Ann Todd e Marda Vanne. 
Molti personaggi pubblici e attori la consultarono su particolari difficoltà legate al lato linguistico del loro lavoro, tra cui il poeta Laurence Binyon, Elisabeth Bergner, Sarah Bernhardt, George Bernard Shaw, T. S. Eliot, varie personalità della Chiesa e dello Stato e la principessa Louise, che divenne patrona della scuola.

### Clinica del linguaggio, ospedale di St Thomas
Fogerty fu una pioniera nella cura della balbuzie e nel 1912 aprì una clinica del linguaggio al St Thomas' Hospital di Londra, di cui divenne sovrintendente, e di conseguenza una delle prime logopediste. Lavorò lungamente con i bambini il cui linguaggio era stato alterato dal trauma dei raid aerei durante la prima guerra mondiale.

### Professione teatrale
Elsie Fogerty si adoperò per ottenere il primo riconoscimento del teatro come materia di diploma in un'università inglese, l'Università di Londra, dove è stata membro del comitato consultivo per il Diploma in Dramatic Art. È stata membro del Consiglio della British Drama League dalla sua fondazione fino alla sua morte, ed è stata un'appassionata sostenitrice dell'istituzione del Royal National Theatre di Londra.

### Ultimi anni
Fogerty non si sposò mai, dedicando tutta la sua vita al lavoro. Nel 1944, durante la seconda guerra mondiale, il suo appartamento londinese di South Kensington fu completamente distrutto a seguito di un raid aereo, costringendola a trasferirsi a vivere in un hotel vicino. Morì nel 1945 in una casa di cura a Leamington Spa.

## Riconoscimenti
Fu nominata Commendatore dell'Ordine dell'Impero Britannico (CBE) nel 1934, in occasione del compleanno della regina, per i servizi alla formazione vocale e alle arti drammatiche.

## Pubblicazioni

### Commedie
- The Queen's Jest, Elsie Fogerty

### Saggistica
- Notes on Speech Training, Elsie Fogerty (1918)
- The Speaking of English Verse, Elsie Fogerty (J M Dent & Sons, Limited, 1923)
- Stammering, Elsie Fogerty (Allen & Unwin, 1930)
- Rhythm, Elsie Fogerty (G Allen & Unwin, Limited, 1937)
- Art of the Actor, Coquelin, trans. Elsie Fogerty (G Allen & Unwin, Limited)